# 石窝镇 (万源市)
石窝镇，是中华人民共和国四川省达州市万源市下辖的一个乡镇级行政单位。
2015年，撤销石窝乡，设立石窝镇，以原石窝乡所属行政区域为石窝镇的行政区域。

## 行政区划
石窝镇下辖以下地区：
金峰社区、金山寺村、走马坪村、松树坝村、古社坪村、小尖山村、五显庙村、番坝村、罗家庵村和兰草溪村。